# Seznam zámků v Pardubickém kraji
Seznam zámků v Pardubickém kraji. Jedná se o seznam dosud stojících zámků v Pardubickém kraji:
| Zámek                           | Obrázek | Okres           | Památková ochrana | Lokace                           | Sloh           |
| ------------------------------- | ------- | --------------- | ----------------- | -------------------------------- | -------------- |
| Běstvina                        |         | Chrudim         | 18841/6-803       | Běstvina 1                       |                |
| Biskupice u Jevíčka             |         | Svitavy         | 24659/6-2987      | Biskupice 7                      | baroko         |
| Brandýs nad Orlicí (nový zámek) |         | Ústí nad Orlicí | 17601/6-4393      | Komenského 1                     | novobaroko     |
| Březovice                       |         | Chrudim         | 10265/6-5723      | Březovice 1                      | novogotika     |
| Bystré                          |         | Svitavy         | 45164/6-3019      | Zámecká 1                        | renesance      |
| Čachnov                         |         | Chrudim         |                   | Čachnov 1                        | baroko         |
| Domoradice                      |         | Ústí nad Orlicí |                   | mezi domy čp. 1 a 82             |                |
| Helvíkovice                     |         | Ústí nad Orlicí |                   | Helvíkovice 92                   |                |
| Heřmanův Městec                 |         | Chrudim         | 21114/6-816       | Masarykovo náměstí 37            | novobaroko     |
| Hoješín                         |         | Chrudim         | 17248/6-5022      | Hoješín 1                        | rokoko         |
| Horní Jelení                    |         | Pardubice       |                   | 5. května 1                      |                |
| Hrochův Týnec                   |         | Chrudim         | 29779/6-4877      | Riegrova 1                       |                |
| Chlum u Hlinska                 |         | Chrudim         |                   | Chlum 22                         | baroko         |
| Choceň                          |         | Ústí nad Orlicí | 25579/6-3907      | Pernerova 1                      | neoklasicismus |
| Choltice                        |         | Pardubice       | 17608/6-2080      | Náměstí Sv. Trojice 1            | baroko         |
| Chrast                          |         | Chrudim         | 44843/6-862       | Náměstí 1                        | baroko         |
| Chroustovice                    |         | Chrudim         | 50488/6-872       | Chroustovice 1                   | rokoko         |
| Jaroměřice                      |         | Svitavy         | 31607/6-3053      | Jaroměřice 1                     | renesance      |
| Jevíčko                         |         | Svitavy         | 17222/6-3064      | U Zámečku 451                    | baroko         |
| Karlštejn                       |         | Chrudim         | 18335/6-994       | Karlštejn 1                      | rokoko         |
| Kladruby nad Labem              |         | Pardubice       | 16212/6-2096      | Kladruby nad Labem 1             | renesance      |
| Koclířov                        |         | Svitavy         |                   | Koclířov 205                     |                |
| Koldín                          |         | Ústí nad Orlicí | 46529/6-3940      | Koldín 1                         | renesance      |
| Lanškroun                       |         | Ústí nad Orlicí | 15933/6-3965      | Náměstí Aloise Jiráska 1         | baroko         |
| Lány                            |         | Svitavy         |                   | Úvoz 93/1                        | klasicismus    |
| Letohrad                        |         | Ústí nad Orlicí | 44931/6-3987      | Václavské náměstí 1              | baroko         |
| Lipka                           |         | Chrudim         | 37995/6-849       | Lipka 1                          |                |
| Litice nad Orlicí               |         | Ústí nad Orlicí |                   | Litice nad Orlicí 39             | empír          |
| Litomyšl                        |         | Svitavy         | 11786/6-4176      | Jiráskova 93                     | renesance      |
| Lukavice                        |         | Chrudim         |                   | Lukavice 1                       | baroko         |
| Medlešice                       |         | Chrudim         | 45154/6-918       | Medlešice 1                      | baroko         |
| Mendryka                        |         | Svitavy         | 37406/6-3051      | Mendryka 1                       | baroko         |
| Mlýnický Dvůr                   |         | Ústí nad Orlicí | 30109/6-3824      | Mlýnický Dvůr 9                  |                |
| Moravany                        |         | Chrudim         | 16595/6-883       | Moravany 1                       | novobaroko     |
| Moravská Třebová                |         | Svitavy         | 22938/6-3196      | Zámecké náměstí 185/1            | renesance      |
| Nabočany                        |         | Chrudim         |                   | Nabočany 61                      |                |
| Nasavrky                        |         | Chrudim         | 46563/6-921       | Náměstí 1                        | renesance      |
| Neulust                         |         | Pardubice       |                   | při silnici z Uherska na Trusnov | rokoko         |
| Nové Hrady                      |         | Ústí nad Orlicí | 33370/6-924       | Nové Hrady 1                     | rokoko         |
| Orlice                          |         | Ústí nad Orlicí | 27450/6-4021      | Orlice 71                        | renesance      |
| Pardubice                       |         | Pardubice       | 33032/6-1936      | Zámek 1                          | renesance      |
| Přestavlky                      |         | Chrudim         | 35072/6-4771      | Přestavlky 2                     | novorenesance  |
| Ráby (lovecký zámeček)          |         | Pardubice       |                   | Ráby 38                          |                |
| Ráby (zámek)                    |         | Pardubice       | 38723/6-2128      | Ráby 22                          | klasicismus    |
| Rohozná                         |         | Chrudim         |                   | Rohozná 1                        |                |
| Rohoznice                       |         | Pardubice       |                   | Rohoznice 46                     | novogotika     |
| Ronov nad Doubravou             |         | Chrudim         |                   | Zámecká 1                        | novogotika     |
| Rosice                          |         | Chrudim         | 30591/6-5024      | Rosice 2 a 3                     | baroko         |
| Rudoltice                       |         | Ústí nad Orlicí | 28992/6-4049      | Rudoltice 159                    | baroko         |
| Seč                             |         | Chrudim         | 22017/6-963       | Chrudimská 1                     | renesance      |
| Semín                           |         | Pardubice       | 100590            | Semín 1                          | baroko         |
| Slatiňany                       |         | Chrudim         | 14856/6-980       | Zámecký park 1                   | klasicismus    |
| Svobodné Hamry                  |         | Chrudim         | 42169/6-1022      | Svobodné Hamry 1                 | novobaroko     |
| Tatenice                        |         | Ústí nad Orlicí | 38074/6-4085      | Tatenice 86                      | renesance      |
| Třemošnice                      |         | Chrudim         | 21222/6-1008      | Zámecká 1                        | baroko         |
| Vranová Lhota                   |         | Svitavy         | 30113/6-5504      | Vranová Lhota 7                  | renesance      |
| Zámrsk                          |         | Ústí nad Orlicí | 40421/6-4137      | Zámrsk 85                        | baroko         |
| Zdechovice                      |         | Pardubice       | 25365/6-2178      | Zdechovice 1                     | klasicismus    |
| Žamberk                         |         | Ústí nad Orlicí | 19591/6-4141      | Zámecká 1                        | rokoko         |
| Žampach                         |         | Ústí nad Orlicí | 17602/6-4167      | Žampach 1                        | klasicismus    |